# ماركوس إريكسون (كرة سلة)
ماركوس إريكسون (بالسويدية: Marcus Eriksson)‏ مواليد 5 ديسمبر 1993 في أوبسالا، هو لاعب كرة سلة سويدي. بدأ مسيرته الاحترافية في سنة 2010. تم اختياره من قبل فريق أتلانتا هوكس خلال الدرافت. يلعب مع نادي برشلونة لكرة السلة. يحمل الرقم 20. يبلغ طوله 6 قدم 7 بوصة (2.0 م). لعب مع باسكت مانريسا في الدوري الإسباني لكرة السلة.

## إحصائيات المسيرة

### بطولات الدوري المحلية
| الموسم  | الفريق                  | الدوري                     | لعب | دقيقة | ميداني% | ثلاثية | حرة  | ارتداد | صنع | SPG | تصدي | نقطة |
| ------- | ----------------------- | -------------------------- | --- | ----- | ------- | ------ | ---- | ------ | --- | --- | ---- | ---- |
| 2010-11 | باسكت مانريسا           | الدوري الإسباني لكرة السلة | 4   | 1.2   | .000    | .000   | .000 | .3     | .0  | .0  | .0   | .0   |
| 2011-12 | نادي برشلونة لكرة السلة | الدوري الإسباني لكرة السلة | 0   | .0    | .000    | .000   | .000 | .0     | .0  | .0  | .0   | .0   |
| 2012-13 | نادي برشلونة لكرة السلة | الدوري الإسباني لكرة السلة | 2   | .1    | .000    | .000   | .000 | .0     | .0  | .0  | .0   | .0   |
| 2013-14 | باسكت مانريسا           | الدوري الإسباني لكرة السلة | 33  | 23.9  | .460    | .375   | .941 | 1.8    | .8  | .4  | .2   | 11.2 |
| 2014-15 | نادي برشلونة لكرة السلة | الدوري الإسباني لكرة السلة | 1   | 4.7   | .000    | .000   | .000 | .0     | .0  | .0  | .0   | .0   |
| 2015-16 | نادي برشلونة لكرة السلة | الدوري الإسباني لكرة السلة | 24  | 9.3   | .591    | .340   | .556 | 1.1    | .4  | .4  | .0   | 3.4  |

## روابط خارجية
- ماركوس إريكسون على موقع الاتحاد الدولي لكرة السلة (الإنجليزية)
- ماركوس إريكسون على موقع الدوري الأوروبي لكرة السلة (الإنجليزية)
- ماركوس إريكسون على موقع سبورتس رفرنس (الإنجليزية)
- ماركوس إريكسون على موقع الدوري الإسباني لكرة السلة (الإسبانية)
- ماركوس إريكسون على موقع كرة السلة الأوروبية.كوم (الإنجليزية)
- ماركوس إريكسون على موقع DraftExpress.com (الإنجليزية)
- ماركوس إريكسون على موقع إي إس بي إن.كوم (الإنجليزية)
- ماركوس إريكسون على موقع ريلجم (الإنجليزية)
- ماركوس إريكسون على موقع بروبوليرز (الإنجليزية)
- ماركوس إريكسون على موقع سبورتس رفرنس (الإنجليزية)